# 살람 나마스테
살람 나마스테(Salaam Namaste)는 인도에서 제작된 시따하트 아난드 감독의 2005년 코미디, 멜로/로맨스 영화이다. 사이프 알리 칸 등이 주연으로 출연하였고 아딧야 초프라 등이 제작에 참여하였다.

## 출연

### 주연
- 사이프 알리 칸
- 쁘리티 진따

### 조연
- 아샤드 워시
- 타니아 재타
- 파담 부샨

## 제작진
- 의상: 슈리리 고엘